# Fruit at the Bottom
Fruit at the Bottom è il secondo album del duo musicale statunitense Wendy & Lisa, pubblicato dalle etichette discografiche Columbia (Stati Uniti) e Virgin (Regno Unito) nel 1989.
L'album, disponibile su long playing, musicassetta e compact disc, è prodotto dallo stesso duo, che compone interamente i brani eccetto Satisfaction, firmato anche da Jesse Johnson.
Dal disco vengono tratti i singoli Are You My Baby?, Lolly Lolly e Satisfaction.

## Tracce

### Lato A
1. Lolly Lolly
2. Are You My Baby?
3. Satisfaction
4. Always in My Dreams
5. Everyday

### Lato B
1. From Now On (We're One)
2. Tears of Joy
3. Someday I
4. I Think It Was December
5. Fruit at the Bottom